# Agioi Pántes
Agioi Pántes (Mikron Galaron, Agioi Pantes) är en ort i Grekland.   Den ligger i prefekturen Nomós Zakýnthou och regionen Joniska öarna, i den sydvästra delen av landet, 260 km väster om huvudstaden Aten. Agioi Pántes ligger 60 meter över havet och antalet invånare är 339. Den ligger på ön Zakynthos.
Terrängen runt Agioi Pántes är kuperad åt sydväst, men åt nordost är den platt.Runt Agioi Pántes är det ganska tätbefolkat, med 78 invånare per kvadratkilometer. Närmaste större samhälle är Zákynthos, 9,6 km öster om Agioi Pántes. Trakten runt Agioi Pántes består till största delen av jordbruksmark.